# Ара Минасян
Ара Минасян е арменски шахматист, гросмайстор. В първенството на Армения през 2008 г. заема осма позиция с 5,5/11 т. пред Арман Пашикян, Ашот Анастасян, Арсен Йегиазарян и Тигран Налбадян. Има само една отборна проява, свързана с шахматната олимпиада през 1996 г. в Ереван, Армения. Участва във втория отбор на страната-домакин, заел 50-о място в крайното класиране. Минасян се състезава на четвърта дъска и изиграва осем партии (2+ 2= 4–). Средната му успеваемост е 37,5 процента. Побеждава еквадореца Луис Алварес и норвежеца Айнер Гаусел.